# JA Vichy-Clermont Métropole
O Jeanne d'Arc Vichy-Clermont Métropole Basket, mais conhecido por JA Vichy-Chermont, é um clube de basquetebol baseado em Vichy e Clermont-Ferrand, França que atualmente disputa a LNB Pro B. Manda seus jogos no Palais des Sports Pierre Coulon e no Maison des Sports com capacidade para 3.126 e 4.534 espectadores respectivamente.

## Histórico de Temporadas
| Temporada | Nível | Liga      | Pos.                             | J                                | PL                               | Resultado                        |
| --------- | ----- | --------- | -------------------------------- | -------------------------------- | -------------------------------- | -------------------------------- |
| 2015–16   | 2     | LNB Pro B | 10                               | 17-17                            |                                  |                                  |
| 2016–17   | 2     | LNB Pro B | 14                               | 14-20                            |                                  |                                  |
| 2017-18   | 2     | LNB Pro B | 12                               | 14-20                            |                                  |                                  |
| 2018-19   | 2     | LNB Pro B | 3                                | 24-10                            | 0-2                              | Quartas de finais                |
| 2019-20   | 2     | LNB Pro B | Cancelado - Pandemia de COVID-19 | Cancelado - Pandemia de COVID-19 | Cancelado - Pandemia de COVID-19 | Cancelado - Pandemia de COVID-19 |
| 2020-21   | 2     | LNB Pro B | 11º                              | 16-8                             |                                  |                                  |
| 2021-22   | 2     | LNB Pro B | 8º                               | 17-17                            | 3-2                              | Semifinalista                    |
| 2022-23   | 2     | LNB Pro B | 8º                               | 17-17                            | 1-2                              | Quartas de finais                |
| 2023-24   | 2     | LNB Pro B | 2º                               | 25-9                             | 3-2                              | Semifinalista                    |
| 2024-25   | 2     | LNB Pro B | 8º                               | 21-17                            | 3-2                              | Semifinalista                    |

fonte:eurobasket.com